# Edward Howard, IX duca di Norfolk
Edward Howard, IX duca del Norfolk (5 giugno 1686 – 20 settembre 1777), è stato un nobile inglese.

## Biografia

### Infanzia e ascesa al Ducato
Edward era figlio di lord Thomas Howard e di sua moglie, Mary Elizabeth Savile. Egli succedette al titolo di Duca di Norfolk nel 1732 alla morte di suo fratello, Thomas Howard, VIII duca di Norfolk.

### Matrimonio
Egli sposò Mary Blount (before 1712–1773), figlia di Edward Blount ed Anne Guise, il 26 novembre 1727. 

### Morte
La Duchessa morì il 27 maggio 1773 e lo stesso Edoardo morì il 20 settembre 1777, senza aver avuto eredi maschi e pertanto tutti i suoi titoli passarono al cugino Charles Howard. La contea di Norwich e la baronìa di Howard di Castle Rising, che erano state create per suo nonno, il VI Duca di Norfolk, divennero estinte. Altre baronìe minori in suo possesso vennero divise tra le sue figlie ed il fratello minore.
James Cook chiamò le Isole Norfolk in onore della Duchessa di Norfolk nel 1774, anche se egli non sapeva che all'epoca della sua dedicazione la duchessa Mary era già morta.

## Ascendenza
|                                   |             |                                           | Genitori                                |  |  | Nonni |  |  | Bisnonni                                                  |  |  | Trisnonni                                                |  |
|                                   |             |                                           |                                         |  |  |       |  |  | Henry Howard, XXII conte di Arundel e II conte di Norfolk |  |  | Thomas Howard, XXI conte di Arundel e I conte di Norfolk |  |
|                                   |             |                                           |                                         |  |  |       |  |  | Henry Howard, XXII conte di Arundel e II conte di Norfolk |  |  | Thomas Howard, XXI conte di Arundel e I conte di Norfolk |  |
|                                   |             | Alethea Talbot                            |                                         |  |  |       |  |  | Henry Howard, XXII conte di Arundel e II conte di Norfolk |  |  |                                                          |  |
| Henry Howard, VI duca di Norfolk  |             |                                           |                                         |  |  |       |  |  | Henry Howard, XXII conte di Arundel e II conte di Norfolk |  |  |                                                          |  |
|                                   |             | Elizabeth Stewart                         | Esmé Stewart, III duca di Lennox        |  |  |       |  |  |                                                           |  |  |                                                          |  |
|                                   |             | Elizabeth Stewart                         | Esmé Stewart, III duca di Lennox        |  |  |       |  |  |                                                           |  |  |                                                          |  |
|                                   |             | Elizabeth Stewart                         | Catherine Clifton, II baronessa Clifton |  |  |       |  |  |                                                           |  |  |                                                          |  |
| lord Thomas Howard                |             | Elizabeth Stewart                         |                                         |  |  |       |  |  |                                                           |  |  |                                                          |  |
|                                   |             | Edward Somerset, II marchese di Worcester | Henry Somerset, I marchese di Worcester |  |  |       |  |  |                                                           |  |  |                                                          |  |
|                                   |             | Edward Somerset, II marchese di Worcester | Henry Somerset, I marchese di Worcester |  |  |       |  |  |                                                           |  |  |                                                          |  |
|                                   |             | Edward Somerset, II marchese di Worcester | Anne Russell                            |  |  |       |  |  |                                                           |  |  |                                                          |  |
| Anne Somerset                     |             | Edward Somerset, II marchese di Worcester |                                         |  |  |       |  |  |                                                           |  |  |                                                          |  |
|                                   |             | Elizabeth Dormer                          | William Dormer, II barone Dormer        |  |  |       |  |  |                                                           |  |  |                                                          |  |
|                                   |             | Elizabeth Dormer                          | William Dormer, II barone Dormer        |  |  |       |  |  |                                                           |  |  |                                                          |  |
|                                   |             | Elizabeth Dormer                          | Alice Molyneux                          |  |  |       |  |  |                                                           |  |  |                                                          |  |
| Edward Howard, IX duca di Norfolk |             | Elizabeth Dormer                          |                                         |  |  |       |  |  |                                                           |  |  |                                                          |  |
|                                   | John Savile | Henry Savile                              |                                         |  |  |       |  |  |                                                           |  |  |                                                          |  |
|                                   | John Savile | Henry Savile                              |                                         |  |  |       |  |  |                                                           |  |  |                                                          |  |
|                                   | John Savile | Anne Darcy                                |                                         |  |  |       |  |  |                                                           |  |  |                                                          |  |
| John Savile, I baronetto          | John Savile |                                           |                                         |  |  |       |  |  |                                                           |  |  |                                                          |  |
|                                   |             | Anne Palmes                               | George Palmes                           |  |  |       |  |  |                                                           |  |  |                                                          |  |
|                                   |             | Anne Palmes                               | George Palmes                           |  |  |       |  |  |                                                           |  |  |                                                          |  |
|                                   |             | Anne Palmes                               | Catherine Babthorpe                     |  |  |       |  |  |                                                           |  |  |                                                          |  |
| Mary Elizabeth Savile             |             | Anne Palmes                               |                                         |  |  |       |  |  |                                                           |  |  |                                                          |  |
|                                   |             | Clement Paston                            | Thomas Paston                           |  |  |       |  |  |                                                           |  |  |                                                          |  |
|                                   |             | Clement Paston                            | Thomas Paston                           |  |  |       |  |  |                                                           |  |  |                                                          |  |
|                                   |             | Clement Paston                            | Mary Browne                             |  |  |       |  |  |                                                           |  |  |                                                          |  |
| Mary Paston                       |             | Clement Paston                            |                                         |  |  |       |  |  |                                                           |  |  |                                                          |  |
|                                   |             | Anne Compton                              | Henry Compton                           |  |  |       |  |  |                                                           |  |  |                                                          |  |
|                                   |             | Anne Compton                              | Henry Compton                           |  |  |       |  |  |                                                           |  |  |                                                          |  |
|                                   |             | Anne Compton                              | Cecilia Sackville                       |  |  |       |  |  |                                                           |  |  |                                                          |  |
|                                   |             | Anne Compton                              |                                         |  |  |       |  |  |                                                           |  |  |                                                          |  |